# Едвард Горі
Едвард Горі (англ. Edward Gorey, 22 лютого 1925 — 15 квітня 2000) — американський письменник і художник, відомий своїми книжковими ілюстраціями в стилі Макабр.

## Ранні роки
Едвард Сент-Джон Горі народився в місті Чикаго в США. Його батьки, Хелен Дунхам (Гарві) і Едвард Лі Горі, розлучилися в 1936 році, коли йому було 11 років, а потім знову одружилися в 1952 році, коли Едварду виповнилося 27. Одна з його мачух, Корінна Мура (1909—1965), була співачкою кабаре, яка знялася в епізоді класичного фільму  «Касабланка», де вона грала на гітарі і виконувала  «Марсельєзу» в «Кафе Ріка». Батько Горі був журналістом. Прабабуся по материнській лінії, Хелен Сент-Джон Харві, була популярною письменницею текстів поздоровлень для листівок і актрисою. Едвард стверджував, що саме від неї він успадкував свої таланти.
Гори відвідував  приватну школу в Чикаго. Пізніше він провів два роки, з 1944 по 1946, в армії, в  штаті Юта, з 1946 по 1950 рік навчався в  Гарвардському університеті, де вивчав  французьку мову і ділив кімнату з поетом  Френком О'хара. У ранні 1950-і роки Горі з групою випускників Гарварду, включаючи Елісон Лурі,  Джона Ешбері,  Дональда Холла (1951), Френка О ' Хару і багатьох інших, заснував поетичний театр в  Кембриджі за підтримки  Джона Чіарді і  Торнтона Вайлдера . Горі часто заявляв пізніше, що професійно навчався мистецтву  малювання зовсім небагато, протягом лише одного семестра в 1943 році в школі мистецтв у Чикаго.

## Кар'єра
З 1953 по 1960 рік він жив у Мангеттені і працював в Департаменті мистецтв  Doubleday Anchor, що ілюструє обкладинки книг, а в деяких випадках додавав ілюстрації до тексту. Він ілюстрував такі різноманітні роботи, як  Брам Стокер)  Дракула , Х. Г. Веллс  ' Війна світів,' 'і Т. S. Eliot  Книга старих Посусових практичних кішок . У наступні роки він випускав ілюстрації та інтер'єрний твір для багатьох дитячих книг Джон Беллайрс, а також книги, розпочаті Беллером і продовжувались Бред Стрикленд після смерті Беллеріса.

## Особисте життя
Едвард Горі — асексуал.

## Стиль
Горі, як правило, описано як ілюстратора. Його книги можна знайти в розділах гумору та мультфільмів великих книжкових магазинів, але такі книги, як "Урок про об'єкт", заслужили серйозну критичну повагу як твори мистецтва  сюрреаліста. Його експериментально створювані книги, які були безсловесними, книги, які буквально містять списочку, спливаючі книги, книги, цілком заселені неживими предметами, ускладнюють питання ще більше. Як Горі сказав Річарду Даєру з "The Boston Globe", "в ідеалі, якщо б щось було добре, було б невимовно". Горей класифікував свою справу як літературну нісенітницю, жанр, найзнаменитіший Льюїс Керролл і Едвард Лір.

## Пам'ять
22 лютого 2013 Google присвятив Едварду Горі святковий дудл [Архівовано 4 березня 2016 у Wayback Machine.].
У 2002 році група The Tiger Lillies записала альбом під назвою «The Gorey End», в пам'ять про смерть улюбленого письменника та ілюстратора фронтмена групи.